# Gora Baturina
Gora Baturina (Transkription von russisch Гора Батурина) ist ein Nunatak in den Prince Charles Mountains des ostantarktischen Mac-Robertson-Lands. Er ragt 4 km nordwestlich der Moore Pyramid im Gebiet des Mount Hayne an der Nordflanke des Scylla-Gletschers auf.
Russische Wissenschaftler nahmen seine Benennung vor. Der weitere Benennungshintergrund ist nicht überliefert.